# Дяченко, Анатолий Николаевич
Анатолий Николаевич Дяченко (укр. Анатолій Миколайович Дяченко; 20 марта 1959 года, Киев, Украинская ССР, СССР — 13 июля 2005, Киев, Украина) — советский и украинский актёр театра и кино, телеведущий и шоумен.

## Биография
Родился 20 марта 1959 года в Киеве. Дед был столяром. Отец — Николай Иванович. Мать — Серафима Петровна. Имеется брат. 
Окончил Киевский театральный институт им. Карпенко-Карого, был однокурсником Виктора Андриенко. Служил в Хабаровске в ансамбле песни и пляски. Работал в Театре эстрады c 1982 г., затем в Театре миниатюр «Шарж» до 1991 г. (сперва в Одессе, после переехали в Киев). С 1990 г. Анатолий Дяченко вместе с Виктором Андриенко и Дмитрием Тупчием по заказу первых коммерческих телеканалов начали снимать в Киеве комедийные сериалы для взрослой и детской аудитории.
Снялся во многих украинских художественных и телевизионных фильмах, среди которых «Бездельники», «Женская интуиция», «На поле крови» и др. Также снимался в телевизионных мюзиклах «Вечера на хуторе близ Диканьки» (вместе с Ани Лорак, Филиппом Киркоровым, Андреем Данилко, Лолитой Милявской), «За двумя зайцами» (вместе с Аллой Пугачёвой, Максимом Галкиным, Андреем Данилко), «Сорочинская ярмарка» (вместе с Софией Ротару, Андреем Данилко, Андреем Федорцовым, Русланой Писанкой, Валерием Меладзе). Последняя роль — в фильме «Утёсов. Песня длиною в жизнь».
Являлся одним из участников юмористического клуба «Золотой Гусь» (укр. «Золотий гусак»), телепередача выходила на телеканале «Интер» и на «Первом национальном телеканале» (после гибели Дяченко также выходила на телеканале «Прямой»). В 2000 году вёл телепередачу «С пивом по жизни» на «Новом канале» (перед этим, в 1999 году ее вёл Юрий Горбунов). Также был ведущим программы «3х4. Самое забавное домашнее видео» (укр. «3х4. Найкумедніше домашнє відео») на телеканале «ICTV» (1997—1999) и «Новом канале» (2000—2005), а после гибели Дьяченко программу вёл Геннадий Попенко.
Погиб в ДТП 13 июля 2005 года. По некоторым данным, у него случился сердечный приступ, его внедорожник Honda CR-V выехал на встречную полосу и врезался в грузовик. Похоронен на Байковом кладбище в Киеве.

## Семья
Три раза был женат. Первой женой была актриса Наталья Долгая. Вторая жена — Наталья, программист (от неё сын Андрей). Последней женой была Ольга (2003—2005) на 16 лет младше его, по профессии врач.

## Творчество

### Фильмография
- 1978 — Свадебный венок, или Одиссея Иванка (короткометражный) — стражник
- 1990 — Имитатор
- 1990 — Сэнит зон
- 1991 — Круиз, или Разводное путешествие — Микола Загорулько
- 1992 — Вишнёвые ночи
- 1992 — Общая картина была красива
- 1992 — Оплачено заранее
- 1992 — Ошибка профессора Буггенсберга — лучший детектив мира
- 2001 — На поле крови. Aceldama — Хуса
- 2001 — След оборотня — строитель
- 2002 — Бездельники — Миша
- 2002 — Кукла — Анатолий Сергеевич Астраханов
- 2002 — Маленькое путешествие на большой карусели (короткометражный)
- 2002 — Право на защиту — Гордеев
- 2003 — Весёлая компания — будёновец (7-я серия)
- 2003 — Личная жизнь официальных людей — эпизод
- 2003 — Снежная любовь, или Сон в зимнюю ночь
- 2003 — Женская интуиция — Анатолий Иванович, водитель Александра
- 2004 — Между первой и второй
- 2004 — Тебе, настоящему — Сиротин
- 2004 — Убей меня! Ну, пожалуйста — человек в жилетке
- 2004 — Королева бензоколонки 2 — Панас Петрович
- 2005 — Золотые парни — повар Оскар
- 2006 — Дьявол из Орли — Жакоб
- 2006 — Утёсов. Песня длиною в жизнь — Исаак Шпиглер

### Мюзиклы
- 2002 — Вечера на хуторе близ Диканьки — козак Чуб
- 2003 — За двумя зайцами — Николай Коровяк, отец Тони
- 2003 — Снежная королева — снеговик
- 2004 — Сорочинская ярмарка — Черевык

### Телевизионная карьера
- «С пивом по жизни» — на «Новом канале» (2000)
- «Золотий гусак» — соведущий с Ильёй Ноябрёвым и с Валерием Чигляевым на Интере и на «Первом национальном телеканале» (1999—2005)
- «3х4. Найкумедніше домашнє відео» — на «ICTV» и на «Новом канале»
- «Весела хата» (2005)

### Сценарий
- 2004 — Женская интуиция

### Мультипликация
- 1988 — Остров сокровищ — в составе ансамбля «Гротеск», пират («Минздрав предупреждает» жалобным голосом).
- 1993 — DIG SQUAD. Фильм первый.